# زن دیگر (فیلم ۱۹۵۴)
زن دیگر (انگلیسی: The Other Woman) فیلمی نوآر به کارگردانی، نویسندگی و تهیه‌کنندگی هوگو هاس محصول سال ۱۹۵۴ کشور ایالات متحده آمریکا است.

## بازیگران
- هوگو هاس در نقش Walter Darman
- کلئو مور در نقش Sherry Stewart
- لانس فولر در نقش Ronnie
- لوسیل بارکلی در نقش Mrs. Lucille Darman
- جک میسی در نقش Charles Lester
- جان کوالن در نقش Papasha
- جان آرون در نقش Police Inspector Collins
- کارولی کلی در نقش Marion